# Birgit Oline Kjerstad
Birgit Oline Kjerstad (* 11. September 1961) ist eine norwegische Politikerin der Sosialistisk Venstreparti (SV). Seit 2021 ist sie Abgeordnete im Storting.

## Leben
Kjerstad wurde als Aktivistin im Kampf gegen den Bau von Windkrafträdern auf der Insel Haramsøya in der Kommune Ålesund bekannt. Sie führte eine Gruppe von Aktivisten an, die verschiedene Demonstrationen und Protestaktionen gegen die Pläne durchführte. Die Organisation verlor zwei Mal vor Gericht und es wurden schließlich acht Anlagen auf der Insel installiert.
Bei der Parlamentswahl 2021 zog Kjerstad über ein Ausgleichsmandat erstmals in das norwegische Nationalparlament Storting ein. Dort vertritt sie den Wahlkreis Møre og Romsdal und wurde Mitglied im Energie- und Umweltausschuss. Im Mai 2023 wechselte Kjerstad in den Kommunal- und Verwaltungsausschuss. Im Vorfeld der Stortingswahl 2025 gab Kjerstad bekannt, dass sie nicht erneut kandidieren werde.